# جيري غارفين
جيري غارفين (بالإنجليزية: Jerry Garvin)‏ هو لاعب كرة قاعدة أمريكي، ولد في 21 أكتوبر 1955 في أوكلاند في الولايات المتحدة.

## وصلات خارجية
- جيري غارفين على موقعبيزبول رفرنس.كوم (الدوري الرئيسي) (الإنجليزية)
- جيري غارفين على موقعبيزبول رفرنس.كوم (الدوري الثانوي) (الإنجليزية)